# Atletica leggera alla XXIX Universiade - Lancio del giavellotto femminile
Il lancio del giavellotto femminile alla XXIX Universiade si è svolto dal 23 al 25 agosto 2017.

## Podio
| Oro     | Marcelina Witek Polonia |
| Argento | Marina Saito Giappone   |
| Bronzo  | Jenni Kangas Finlandia  |

## Risultati

### Qualificazioni
Si qualificano alla finale le atlete che lanciano 58,00 m Q o le dodici migliori misure q.
| Posizione | Gruppo | Atleta            | Nationalità   | #1    | #2    | #3    | Risultato | Note |
| --------- | ------ | ----------------- | ------------- | ----- | ----- | ----- | --------- | ---- |
| 1         | A      | Christin Hussong  | Germania      | 60.18 |       |       | 60.18     | Q    |
| 2         | B      | Haruka Kitaguchi  | Giappone      | 51.15 | 52.03 | 57.96 | 57.96     | q    |
| 3         | A      | Anete Kociņa      | Lettonia      | 57.85 | x     | 54.08 | 57.85     | q    |
| 4         | B      | Marcelina Witek   | Polonia       | 53.95 | 52.32 | 57.71 | 57.71     | q    |
| 5         | B      | Liveta Jasiūnaitė | Lituania      | 55.41 | 52.74 | 57.43 | 57.43     | q    |
| 6         | B      | Su Lingdan        | Cina          | 49.22 | 50.28 | 57.38 | 57.38     | q    |
| 7         | A      | Marina Saito      | Giappone      | 57.24 | 55.40 | 57.11 | 57.24     | q    |
| 8         | A      | Réka Szilágyi     | Ungheria      | 55.48 | x     | x     | 55.48     | q    |
| 9         | A      | Jenni Kangas      | Finlandia     | 55.00 | 50.34 | 55.12 | 55.12     | q    |
| 10        | A      | Jo-Ane van Dyk    | Sudafrica     | 54.44 | 53.34 | 54.55 | 54.55     | q    |
| 11        | B      | Irena Šedivá      | Rep. Ceca     | 54.25 | 54.09 | 51.53 | 54.25     | q    |
| 12        | B      | Gundega Grīva     | Lettonia      | 48.72 | 51.31 | 54.14 | 54.14     | q,   |
| 13        | A      | Eda Tuğsuz        | Turchia       | x     | 51.85 | 53.29 | 53.29     |      |
| 14        | B      | Margaux Nicollin  | Francia       | 47.27 | x     | 53.07 | 53.07     |      |
| 15        | B      | Kathryn Brooks    | Australia     | 46.97 | 45.53 | 52.65 | 52.65     |      |
| 16        | A      | Mackenzie Little  | Australia     | 48.17 | 52.09 | x     | 52.09     |      |
| 17        | B      | Heidi Nokelainen  | Finlandia     | 51.95 | 50.61 | 47.43 | 51.95     |      |
| 18        | A      | Andrea Bolle      | Norvegia      | 51.91 | x     | 47.98 | 51.91     |      |
| 19        | A      | Daniella Lorenzon | Brasile       | 44.96 | 51.51 | 51.77 | 51.77     |      |
| 20        | B      | Rafaela Gonçalves | Brasile       | 48.34 | 51.18 | 45.39 | 51.18     |      |
| 21        | B      | Bernarda Letnar   | Slovenia      | 50.58 | x     | 49.35 | 50.58     |      |
| 22        | A      | Victoria Hudson   | Austria       | 47.82 | 49.35 | 47.67 | 49.35     |      |
| 23        | B      | Annabella Bogdan  | Ungheria      | 49.16 | x     | 47.94 | 49.16     |      |
| 24        | A      | Victoria Peeters  | Nuova Zelanda | 44.57 | 48.50 | x     | 48.50     |      |
| 25        | A      | Ashley Pryke      | Canada        | 48.41 | x     | x     | 48.41     |      |
| 26        | B      | Varvara Nazarova  | Kazakistan    | 48.24 | 47.62 | x     | 48.24     |      |
| 27        | A      | Li Hui-jun        | Taipei Cinese | 47.82 | x     | x     | 47.82     |      |
| 28        | A      | Marie Vestergaard | Danimarca     | 40.93 | 47.42 | 46.77 | 47.42     |      |
| 29        | B      | Jaimee Springer   | Canada        | 43.32 | x     | 45.61 | 45.61     |      |
| 30        | A      | Laura Tšernova    | Estonia       | 40.62 | x     | 39.05 | 40.62     |      |
| 31        | B      | Piyumi Henapola   | Sri Lanka     | 33.41 | 34.89 | 35.92 | 35.92     |      |
| 32        | A      | Ghazala Siddique  | Pakistan      | x     | 29.90 | x     | 29.90     |      |
|           | B      | Chang Chu         | Taipei Cinese |       |       |       | DNS       |      |

### Finale
| Posizione | Atleta            | Nationalità | #1    | #2    | #3    | #4    | #5    | #6    | Risultato | Note                                     |
| --------- | ----------------- | ----------- | ----- | ----- | ----- | ----- | ----- | ----- | --------- | ---------------------------------------- |
|           | Marcelina Witek   | Polonia     | 51.10 | 56.94 | 59.45 | x     | 63.31 | 61.39 | 63.31     | Miglior prestazione personale            |
|           | Marina Saito      | Giappone    | 57.91 | 61.06 | 52.73 | 51.67 | x     | 62.37 | 62.37     | Miglior prestazione personale            |
|           | Jenni Kangas      | Finlandia   | 60.98 | 58.44 | 56.13 | x     | 55.31 | 53.84 | 60.98     | Miglior prestazione personale            |
| 4         | Eda Tuğsuz        | Turchia     | 60.75 | x     | x     | x     | 56.82 | 60.50 | 60.75     |                                          |
| 5         | Christin Hussong  | Germania    | 58.44 | 59.78 | 60.56 | x     | 57.41 | 60.59 | 60.59     |                                          |
| 6         | Anete Kociņa      | Lettonia    | 55.83 | 55.76 | 58.49 | 57.10 | x     | 57.90 | 58.49     |                                          |
| 7         | Liveta Jasiūnaitė | Lituania    | 55.33 | 52.40 | 57.25 | x     | x     | x     | 57.25     |                                          |
| 8         | Su Lingdan        | Cina        | 57.20 | 56.32 | 56.31 | x     | 52.35 | 54.07 | 57.20     |                                          |
| 9         | Jo-Ane van Dyk    | Sudafrica   | 57.02 | 55.54 | 54.43 |       |       |       | 57.02     | Miglior prestazione personale stagionale |
| 10        | Haruka Kitaguchi  | Giappone    | 54.32 | 55.19 | 56.30 |       |       |       | 56.30     |                                          |
| 11        | Irena Šedivá      | Rep. Ceca   | 53.01 | 56.24 | x     |       |       |       | 56.24     |                                          |
| 12        | Gundega Grīva     | Lettonia    | 50.25 | 47.63 | 52.98 |       |       |       | 52.98     |                                          |
| 13        | Réka Szilágyi     | Ungheria    | 50.53 | 52.54 | 48.98 |       |       |       | 52.54     |                                          |